# Värmdö landskommun
Värmdö landskommun var en tidigare kommun i Stockholms län.

## Administrativ historik
När 1862 års kommunalförordningar bildades då denna kommun i Värmdö socken i Värmdö skeppslag i Uppland. 
Ur landskommunen utbröts 1902 Gustavsbergs landskommun. 1 januari 1950 (enligt beslut den 10 december 1948) överfördes från Värmdö landskommun och Värmdö jordregistersocken till Vaxholms stad i kommunalt hänseende och i avseende på fastighetsredovisningen den till Vaxholms församling hörande delen av Värmdö landskommun och jordregistersocken eller öarna Ramsö, Skarpö och Tynningö och Långholmen omfattande en areal av 8,59 km², varav 8,31 km² land, och med 385 invånare.
Kommunreformen 1952 påverkade inte Värmdö kommun, som kvarstod som egen kommun fram till 1971, då den ombildades till Värmdö kommun.

### Kyrklig tillhörighet
I kyrkligt hänseende tillhörde landskommunen först Värmdö församling. Mellan 1869 och 1949 tillhörde även del av Vaxholms församling Värmdö landskommun.

## Kommunvapen
Värmdö landskommun förde inte något vapen.

## Geografi
Värmdö landskommun omfattade den 1 januari 1952 en areal av 163,96 km², varav 158,53 km² land. Efter nymätningar och arealberäkningar färdiga den 1 januari 1955 omfattade landskommunen den 1 januari 1961 en areal av 163,87 km², varav 160,33 km² land.

### Tätorter i kommunen 1960
I Värmdö landskommun fanns den 1 november 1960 ingen tätort. Tätortsgraden i kommunen var då alltså 0,0 procent.

## Politik

### Mandatfördelning i valen 1938–1966
| 13 | 11 |

| 23 |

| 14 | 10 |

| 23 |

| 3 | 11 | 10 |

| 23 |

| 11 | 8 | 5 |

| 21 |

| 12 | 6 | 6 |

| 21 |

| 10 | 9 | 5 |

| 22 |

| 10 | 8 | 6 |

| 21 |

| 9 | 5 | 3 | 4 | 1 | 2 |

| 21 |